# Ramón de Salas y Cortés
Ramón de Salas y Cortés (Belchite, Zaragoza, 17 de septiembre de 1754-4 de febrero de 1827), político, catedrático de universidad y jurista. Fue procesado y condenado por la Inquisición española entre 1792 y 1796, y aunque sufrió una pena leve, su salud quedó quebrantada —pasó quince meses incomunicado en la cárcel de la Inquisición en Madrid— y su carrera profesional truncada, a pesar de que el tribunal reconoció la falsedad de la acusación. 

## Biografía
Hijo de Mateo de Salas y de Jacinta Cortés, marchó a América con quince años como paje de su tío materno Pedro Cortés y Larraz, que había sido nombrado Arzobispo de Guatemala en 1766. Ya de regreso a España, consiguió en Salamanca el grado de Bachiller en Leyes en 1775 y en 1776 la licenciatura y el doctorado. Ocupó una Cátedra de Derecho en su Universidad donde puso en marcha (1788-89) el primer curso de Economía política en su Academia de Leyes, primera Cátedra de Economía del país. Con sus trabajos contribuyó decisivamente a difundir la obra de Antonio Genovesi. Fue rector de la Universidad de Salamanca en 1776.
Impulsó la Ilustración en los claustros helmánticos, junto a otros personajes notables como Miguel Martel, Toribio Núñez Sessé, Diego Muñoz Torrero, Juan Justo García, José Luis Munárriz, o los poetas y políticos Juan Meléndez Valdés, Juan Nicasio Gallego y Manuel José Quintana. Acusado de irreligión y volterianismo a la Inquisición por los dominicos, el catedrático salmantino tuvo que abjurar de levi, fue absuelto ad cautelam y terminó desterrado de Salamanca y Madrid. Desde Guadalajara, donde se retiró, levantó formal queja a Carlos IV contra el Cardenal Francisco Antonio de Lorenzana, Inquisidor general: pidió la revisión de las piezas del proceso, y como los vientos eran favorables a sus ideas, logró un decreto, redactado por Mariano Luis de Urquijo, en que se prohibía a los Inquisidores prender a nadie sin noticia del Rey, pero el decreto no llegó a publicarse. Fue elegido diputado en las Cortes de Cádiz[cita requerida] y divulgó las doctrinas de Montesquieu, Beccaria y Bentham en lengua española, especializándose en Derecho Constitucional.

### Proceso inquisitorial
En enero de 1792 fue denunciado a la Inquisición española por conducta viciosa y libertina y por leer libros prohibidos, acusación a la que se añadió después proferir "muchas proposiciones mal sonantes, satíricas e injuriosas" y mantener doctrinas contrarias al dogma católico, llegándose incluso a afirmar que había aplaudido la ejecución de Luis XVI en la guillotina (llevada a cabo en enero de 1793).
Salas pasó quince meses incomunicado en la cárcel de la Inquisición en Madrid, a pesar de que repetidas veces los médicos certificaron su pésimo estado de salud. Pasado ese tiempo fue absuelto, pero el presidente del Consejo de Castilla, el obispo de Salamanca, Fernández Vallejo, consiguió mediante subterfugios que fuera juzgado de nuevo. A finales de 1796 el tribunal de Madrid, en contra del parecer del Consejo de la Suprema Inquisición, le impuso una pena leve, la abjuración de levi más cuatro años de destierro de Madrid, los Sitios Reales, Salamanca y Belchite, su lugar de nacimiento. Los propios jueces del tribunal de Madrid reconocieron que Salas había sido denunciado falsamente, pero Salas vio quebrantada su salud y truncada su carrera profesional y su honor.
Como han señalado Emilio La Parra y María Ángeles Casado, "el «caso Salas» dejó patente que al margen de la sentencia final, y aun en el caso de que esta fuera muy benévola, a finales del siglo XVIII era enorme el sufrimiento físico y moral de quien tuviera la desgracia de caer en las redes inquisitoriales, y graves sus consecuencias". Asimismo el «caso Salas» sacó a la luz "las dificultades del poder real para imponerse a las fuerzas conservadoras, así como el temor de la Corona a dar cualquier paso en falso en este terreno". Ni Carlos IV ni Manuel Godoy, su "primer ministro", "se atrevieron a plantar cara a la ofensiva de las fuerzas reaccionarias", y ello a pesar de que a Godoy, y quizá también al rey, le repugnaba la forma de actuar de la Inquisición, tal como lo manifestó en una carta a su consejero Eugenio Llaguno:

El tribunal de la Inquisición procede violentamente y sin reconocer autoridad, esto es malo, y las leyes del Reyno sufren una alteración enorme por la complicación de sus Providencias. [...] El más qauto [sic] servidor del rey está expuesto a ser sorprendido e infamado por la manía de alguien cuando pueden conducir a un miembro de este tribunal. El Rey no sabe las causas que se forman en él ni las penas que se imponen por Reos, quiere pues que esta mala costumbre y abusos que va contra su soberanía se corte de una vez y se dé cuenta cada semana de las operaciones del tribunal.

## Obras
Su obra principal son sus Lecciones de Derecho Público Constitucional publicada en 1821 en dos tomos. Ésta se convirtió en el primer manual de uso general entre los alumnos de la época y tuvo gran acogida en Hispanoamérica. Introdujo en España el utilitarismo, y en 1788 ofreció en la Universidad de Salamanca el primer curso de economía política, iniciativa que fue muy mal acogida por el claustro y le supuso la persecución por parte de la Inquisición, que suprimió la asignatura.
- Voto Escrito del Dr. Salas y Cortés Justificando el plan y constituciones de la Academia de Derecho español y práctica forense, contra las impugnaciones del Dr. F. Ocampo (1787)
- Oración Apologética que en defensa del estado floreciente de España dijo en la plaza de toros de Madrid D. N... (1793).
- Memorial del Dr. Ramón de Salas y Cortes dirigido a S. M., solicitando se le contribuya con la renta de su cátedra considerándole como catedrático jubilado (1797).
- Carta orden de S. M. declarando vacante la Cátedra de Instituciones Civiles que obtenía el Dr. Ramón de Salas y Cortes (1797).
- Tratados de legislación civil y penal, obra extractada de los manuscritos del señor Jeremías Bentham, jurisconsulto inglés, por Esteban Dumont, miembro del Consejo Representativo de Ginebra, y traducida al castellano por Ramón Salas (1821)
- Comentario sobre el Espíritu de las leyes de Montesquieu por el Conde Destut de Tracy; con las observaciones inéditas de Condorcet sobre el libro XXIX de esta obra. (1821)
- Lecciones de derecho público constitucional para las escuelas de España. Por Ramón Salas, doctor en Salamanca (1821). Hay edición moderna con estudio preliminar de José Luis Bermejo Cabrero, Madrid: Centro de Estudios Constitucionales, 1982.
- Comentarios del ciudadano Ramón Salas al tratado de los delitos y de las penas escrito por el Marqués de Beccaría. Y por continuación el Tratado de las virtudes y de los premios escrito en italiano por Jacinto Dragonetti. (1836)
- El hombre original o Emilio en el mundo, Madrid: Imprenta Villapando, 1822 2 vols. (atribuida), quizá traducción de Der Sonderling; ein Gemälde des menschlichen Herzens (Viena y Praga, 1799) de August Heinrich Julius (1759-1831), traducido al inglés en 1802 por John Hemet con el título Odd enough, to be sure or, Emilius in the world.
- Apuntes al Genovesi y extracto de sus lecciones de comercio o de economía civil, manuscrito inédito.
- Continuación de la primera parte de las lecciones de comercio del abate Antonio Genovesi con notas del doctor don Ramón de Salas y Cortés, manuscrito inédito.